# Lillie Langtry
Lillie Langtry (Emilie Charlotte Le Breton; 13 octombrie 1853 – 12 februarie 1929) a fost o actriță britanică născută în Insula Jersey. Frumusețe de renume, ea a fost poreclită "Jersey Lily" și a avut o serie de iubiți proeminenți, inclusiv pe viitorul rege al Marii Britanii, Edward al VII-lea.

## Biografie

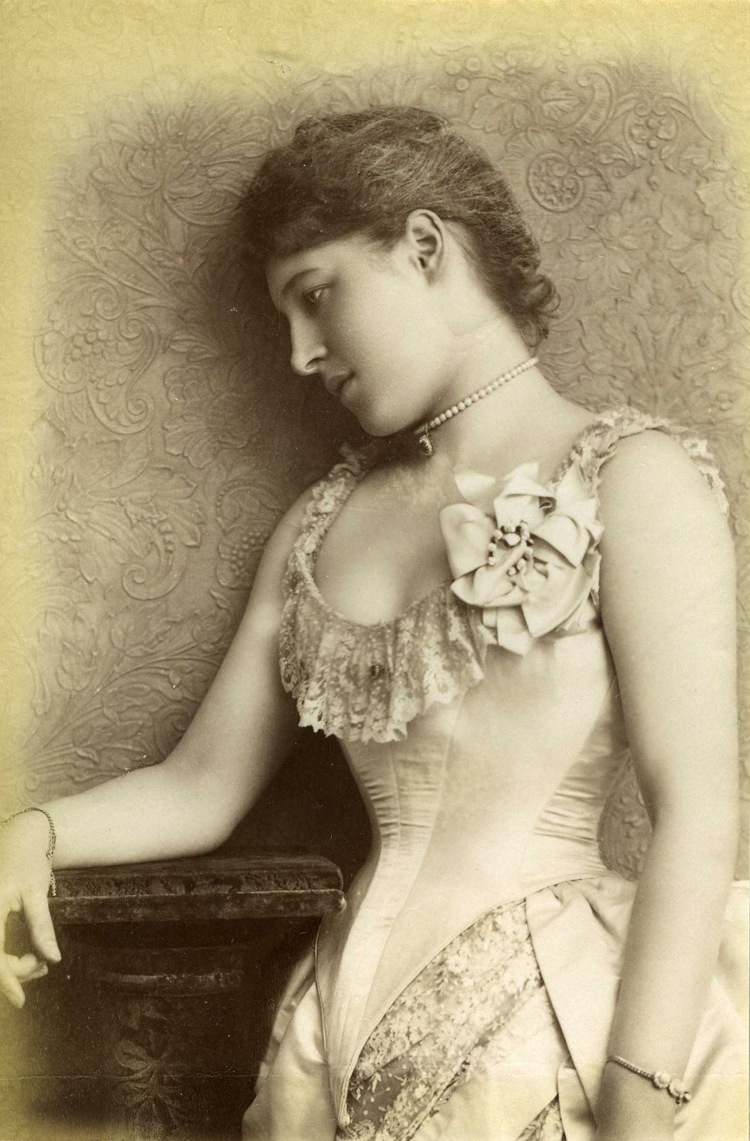
august 1885 de William Downey.

Emilie Charlotte Le Breton a fost singura fiică a rev. William Corbet Le Breton. El și-a câștigat o reputație proastă din cauza numărului mare de relații extraconjugale și, atunci când soția sa l-a părăsit în 1880, a părăsit Jersey.
S-a stabilit la Gretna Green împreună cu Emilie Davis (născută Martin), care era renumită pentru frumusețea ei. În 1842 cei doi s-au căsătorit la Chelsea. Lillie a avut șase frați, toți în afară de unul fiind mai mari. Ea a fost educată de tutorele fraților ei, devenind neobișnuit de educată pentru fetele din acele timpuri.
În 1874, Lillie în vârstă de 20 de ani s-a căsătorit cu proprietarul de pământ, irlandezul Edward Langtry, un văduv în vârstă de 26 de ani care fusese căsătorit cu sora soțiie fratelui ei William.
Lordul Ranelagh, un prieten al tatălui și cumnatei ei, a invitat-o pe Lillie Langtry la o recepție din înalta societate, unde ea a atras atenția cu frumusețea și spiritul ei. A devenit căutată în societatea londoneză și invitațiile au început să curgă. Curând, faima ei a ajuns la urechile regale.

## Metresă regală
Prințul de Wales, Albert Edward ("Bertie"), a aranjat să stea alături de Langtry la o cină dată de Sir Allen Young la 24 mai 1877. (Soțul ei a fost așezat în celălalt capăt al mesei). Deși Edward era căsătorit cu Prințesa Alexandra a Danemarcei și avea șase copii, Edward era cunoscut ca un mare crai. Lillie a devenit metresa lui semi-oficială. Edward chiar a prezentat-o mame sale, regina Victoria. În cele din urmă, s-a dezvoltat o relație cordială între ea și Prințesa Alexandra.
Aventura a durat de la sfârșitul anului 1877 până în iunie 1880. El i-a permis lui Langtry să-l deseneze.  În cele din urmă relația lor s-a răcit și a fost eclipsată când Sarah Bernhardt a sosit la Londra în iunie 1879.
În iulie 1879 Langtry a început o aventură cu Contele de Shrewsbury; în ianuarie 1880 Langtry și contele au plănuit să fugă împreună. Prințul Edward a rămas atras de ea și vorbea frumos de ea în cariera ei târzie ca actriță de teatru.

## Copii

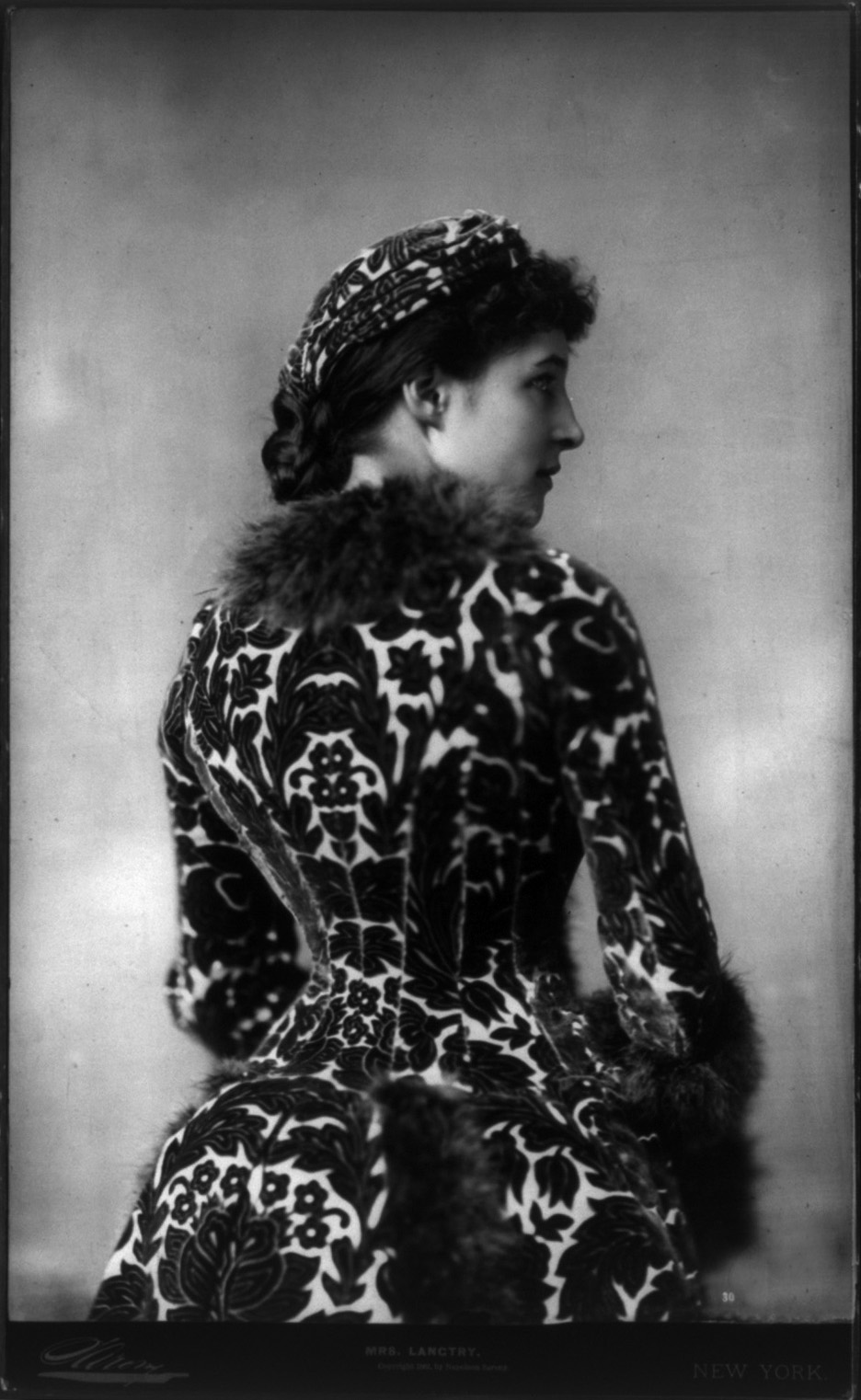
Lillie Langtry, 1882.

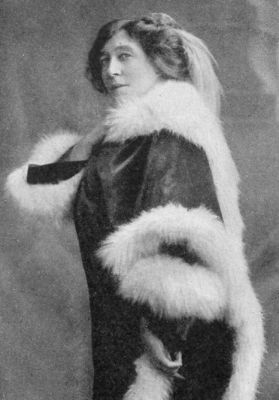
Langtry ca Lady de Bathe c. 1915

În aprilie 1879, Langtry a început o aventură cu Prințul Louis de Battenberg, deși ea era de asemenea într-o relație cu Arthur Clarence Jones, un vechi prieten. În iunie 1880, a rămas însărcinată. În mod clar, soțul ei nu era tatăl copilului; ea l-a lăsat pe Prințul Louis să creadă că el este tatăl. După ce el le-a mărturisit părinților, ei l-au trimis pe nava de război 'Inconstant. Cu ceva bani de la Prințul de Wales, Langtry s-a retras la Paris cu Arthur Jones. La 8 martie 1881 a născut o fiică, Jeanne Marie.
Descoperirea scrisorilor pasionale ale lui Langtry către Arthur Jones in 1878 și publicarea lor în 1999 a susținut ideea că Jones a fost tatăl copilului. Fiul cel mic al Prințului Louis, Contele Mountbatten de Burma a susținut întotdeauna că tatăl lui a fost tatăl lui Jeanne Marie.
În 1902 Jeanne Marie s-a căsătorit cu politicianul scoțian Sir Ian Malcolm. Au avut patru copii. Lady Malcolm a murit în 1964.

## Cariera
Ori la sugestia prietenului ei apropiat Oscar Wilde ori a actriței Sarah Bernhardt, Lillie a îmbrățișat cariera de actriță. În decembrie 1881, și-a făcut debutul în fața publicului londonez la Teatrul Haymarket în piesa She Stoops to Conquer.
Toamna următoare, ea a făcut primul turneu în Statele Unite, unde a avut un succes enorm.  În timp ce criticii în general îi condamnau interpretările, publicul o iubea. În 1903 a jucat în Statele Unite în The Crossways, scrisă de ea în colaborare cu J. Hartley Manners]. Lillie s-a întors în SUA cu turnee în 1906 și din nou în 1912, apărând în vodeviluri.
Din 1882 până în 1891, Langtry a avut o relație cu milionarul american Frederic Gebhard. Datorită lui, ea s-a implicat în cursele de cai de rasă. Langtry a devenit cetățean american în 1897. A divorțat de soțul ei în același an iar el a murit câteva luni mai târziu în urma unui accident.
Langtry s-a implicat în altă relație, cu George Alexander Baird, un milionar amator de box, din aprilie 1891 până la decesul lui în martie 1893.
În 1899, ea s-a căsătorit cu mult mai tânărul Hugo Gerald de Bathe. Langtry a murit la Monaco în 1929.